# Persbureau
Een persagentschap, nieuwsagentschap, persbureau of persdienst is een particuliere of publieke onderneming die nationaal en internationaal nieuwsberichten verzamelt, deze selecteert, controleert en aanvult en verwerkt tot journalistieke artikelen die tegen betaling ter beschikking worden gesteld aan dagbladen, radio- en televisiezenders en andere media.
Omdat het voor de meeste mediaorganisaties financieel onhaalbaar is om in elk land een correspondent te plaatsen, maken zij gebruik van persbureaus. Als een krant lid wordt, levert een persbureau het nieuws van over de hele wereld in een constante stroom aan. Grote persbureaus werken internationaal, hieronder vallen Agence France Presse (AFP) en de Associated Press (AP) en Reuters. Het oudste persagentschap is het Franse Agence Havas, dat na de Tweede Wereldoorlog werd vervangen door AFP.
In België is Belga het bekendste persbureau.
In Nederland is één persdienst actief:
- Algemeen Nederlands Persbureau (ANP) - opgericht in 1934

GPD - op 1 januari 2013 opgehouden te bestaan. In 1994 fuseerde de GPD met de Stichting Pers Unie (SPU) tot de Geassocieerde Pers Diensten. Eerder bestond ook Novum Nieuws, dat begon in 1999 en werd door het ANP in 2015 overgenomen.

## Internationale persbureaus
| Land           | Naam Persbureau              |
| -------------- | ---------------------------- |
| VS             | AP, UPI, Bloomberg News, DJN |
| VK             | Reuters                      |
| Frankrijk      | AFP                          |
| Nederland      | ANP                          |
| België         | Belga, StampMedia            |
| Spanje         | Agencia Internacional        |
| China          | Xinhua                       |
| Rusland        | Interfaks, ITAR-TASS         |
| Italië         | ANSA                         |
| Duitsland      | DPA, IPS                     |
| Internationaal | Zenit                        |
| Indonesië      | ANTARA                       |